# Barraca XIIV (Aiguamúrcia)
La Barraca XIIV és una obra d'Aiguamúrcia (Alt Camp) inclosa a l'Inventari del Patrimoni Arquitectònic de Catalunya.

## Descripció
És una curiosa construcció de dues estances que a l'aixopluc d'animals així ho demostra una menjadora obrada en la paret de separació de les dues barraques de manera que els és comuna. Aquest tipus de construcció no és massa habitual a la contrada. Les dues estances estan obrades amb falsa cúpula amb alçades de 2'75 i 2'86 metres respectivament. Les seves plantes són irregulars amb unes amplades de 2'36 metres cadascuna aproximadament.
Ambdues construccions estan construïdes en línia i protegides per un paravents a cada extrem. Presenta una esllavissada a la part posterior.